# Гермиона (Еврипид)
«Гермиона» (др.-греч. Ἑρμιόνη) — трагедия древнегреческого драматурга Еврипида (V век до н. э.) на сюжет, связанный с мифами, текст которой практически полностью утрачен.
Главная героиня пьесы — Гермиона, дочь царя Спарты Менелая и Елены. Менелай обещал её руку своему племяннику Оресту, но позже выдал дочь (или пообещал выдать) за царя молоссов Неоптолема. Последний был убит в Дельфах, и Гермиона вышла, наконец, за Ореста. Известно, что этот же сюжет использовал Софокл в своей трагедии «Гермиона». Позже римский драматург Пакувий создал латинскую переработку сюжета под тем же названием.